# Invasioni barbariche

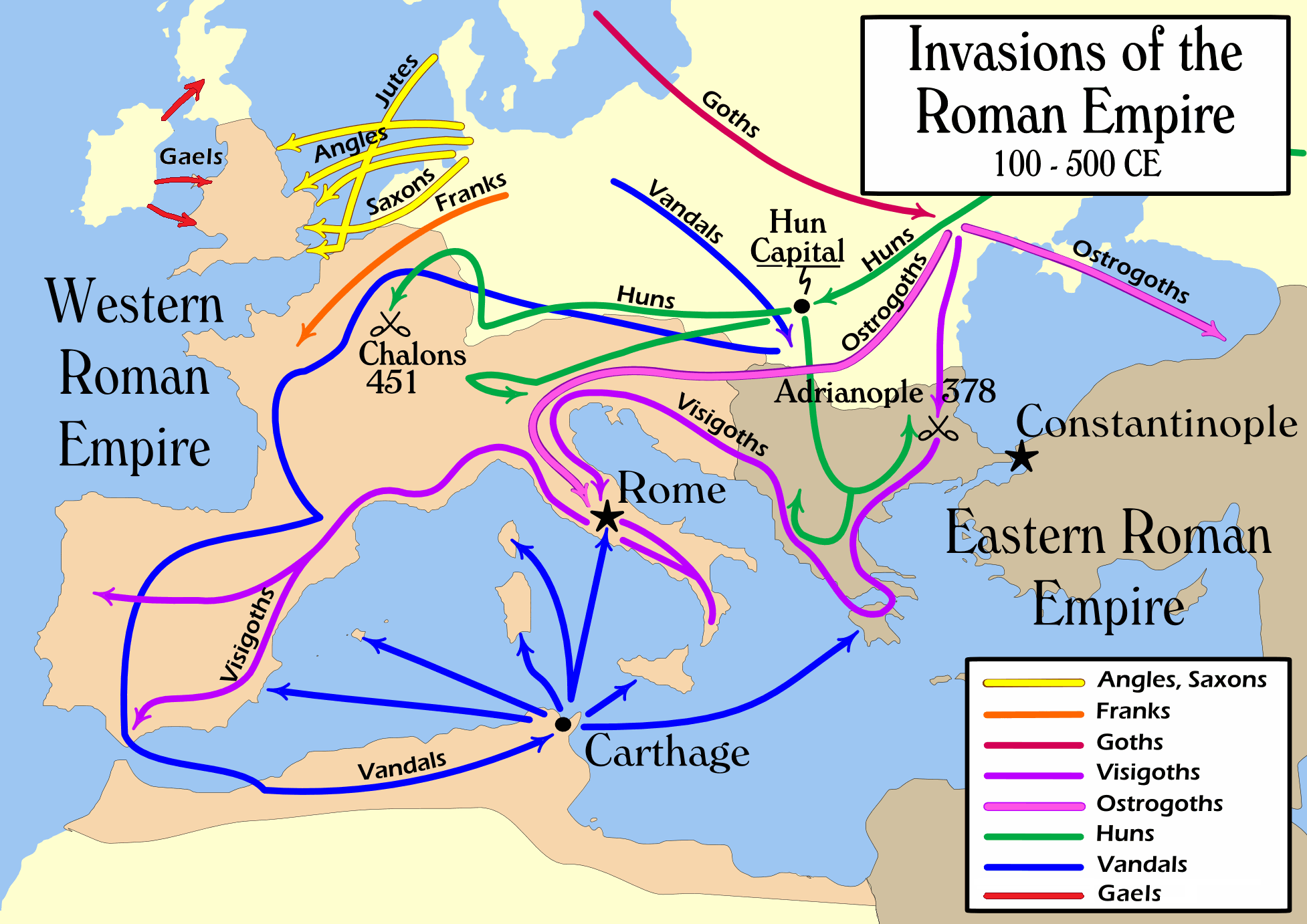
Invasioni barbariche nell'Impero Romano

Le invasioni barbariche (dal 164 al 476) costituirono un periodo ininterrotto di scorrerie all'interno dei confini dell'Impero Romano fino alla caduta della sua parte occidentale. Furono condotte inizialmente per fini di saccheggio e bottino da genti armate, appartenenti alle popolazioni che gravitavano lungo le frontiere settentrionali (Pitti, Caledoni e Sassoni in Britannia).
Le invasioni delle tribù germaniche di Frisi, Sassoni, Franchi, Alemanni, Burgundi, Marcomanni, Quadi, Lugi, Vandali, Iutungi, Gepidi e Goti, le tribù daciche dei Carpi, quelle sarmatiche di Iazigi, Roxolani ed Alani, oltre a Bastarni, Sciti, Borani, Eruli ed Unni (lungo i fiumi Reno-Danubio ed il Mar Nero), a partire dalla seconda metà del IV secolo, si trasformarono da semplici scorrerie in vere e proprie migrazioni di intere popolazioni, che da nomadi divennero stanziali, una volta conquistata un'area nel territorio dell'impero.
Il fenomeno, a volte indicato anche con il termine tedesco Völkerwanderung ("migrazioni di popoli"), si conclude sostanzialmente con la formazione dei Regni latino-germanici (o "romano-barbarici") dalla disgregazione dell'Impero romano d'Occidente, la fine definitiva del cosiddetto Mondo Classico (o evo antico) e l'entrata dell'Europa nell'alto Medioevo, avvenimenti tradizionalmente collocati nel periodo della tarda antichità.

## Contesto storico
Alla morte di Antonino Pio, l'Impero Romano, ormai in pace da lungo tempo, subì una serie di attacchi contemporanei lungo molti dei suoi fronti. I Pitti nella Scozia premevano contro il vallo di Antonino, la Spagna subiva le continue scorrerie dei pirati Mauri, mentre in Germania, tra l'alto Danubio ed il Reno, i Catti e i Cauci penetravano oltre le frontiere e lungo le coste, invadendo la Gallia Belgica e gli Agri Decumates. Il nuovo sovrano partico Vologese III, divenuto re nel 148, occupava l'Armenia, ponendo sul suo trono il fratello Pacoro, per poi invadere la vicina provincia romana di Siria (161).
Sembrava di essere tornati al periodo delle grandi guerre dell'epoca di Traiano o di Augusto, mentre nell'Europa Centro-Orientale il mondo barbaro era scosso da forti agitazioni interne e da movimenti migratori tra le sue popolazioni che finirono per modificare gli equilibri con il vicino mondo romano.
Nel II secolo d.C., all'interno e ai margini della massa germanica si erano verificati, infatti, movimenti e mescolanze di popoli, capaci di indurre trasformazioni di natura politica, con l'avvento di un fenomeno nuovo tra i Germani: interi popoli (come Marcomanni, Quadi e Naristi, Vandali, Cotini, Iazigi, Buri ecc.), sotto la pressione dei Germani orientali (su tutti i Goti), furono costretti a ristrutturarsi e ad organizzarsi in sistemi sociali più robusti e permanenti, ovvero si raggrupparono in coalizioni ("confederazioni") di natura più che altro militare, con la conseguenza che il limes renano-danubiano finì per essere sottoposto a una maggiore pressione. Tale trasformazione fu anche, se non soprattutto, indotta dalla vicinanza e dal confronto con la civiltà imperiale romana, con le sue ricchezze, la sua lingua, le sue armi, la sua organizzazione. 
Dunque, alle tribù germaniche guerriere con capi eletti democraticamente tipiche dei secoli precedenti, subentrarono coalizioni (come quella degli Alemanni, dei Franchi, etc.) rette da un'aristocrazia guerriera, prefigurazione della futura nobiltà feudale. Alla fine la pressione violenta di altri popoli migranti (Goti, Vandali, Sarmati) finì per costringere queste confederazioni di popoli confinanti con l'Impero Romano a decidere di dare l'assalto direttamente alle province renano-danubiane, all'inizio per semplici fini di saccheggio e bottino (III secolo d.C.), dalla metà del IV secolo in poi invece con lo scopo di stabilirsi all'interno dei territori dell'Impero romano d'Occidente.
I primi a muoversi, sul Danubio, furono i Marcomanni ed i Quadi. L'offensiva barbarica fu facilitata dal fatto che i Romani avevano dovuto sguarnire buona parte del settore di Limes danubiano per il trasferimento in Oriente (per la guerra partica del 162-166) di una parte dei contingenti militari che difendevano il confine. Fu così che, appena terminata la guerra partica, cominciava lungo la frontiera europea una nuova guerra contro le popolazioni germano-sarmatiche dell'Europa continentale, nota col nome di Guerre marcomanniche, e che rappresentò l'inizio di una tempesta che infuriò per quasi tutto il III secolo.

## Fasi delle invasioni
Entrando nel dettaglio a questa voce corrispondono quattro periodi storici della Tarda antichità, collegati ai movimenti migratori dei popoli antichi, provenienti in particolare dal nord Europa e dall'Asia settentrionale.

### Prima fase: le Guerre marcomanniche (166-189)

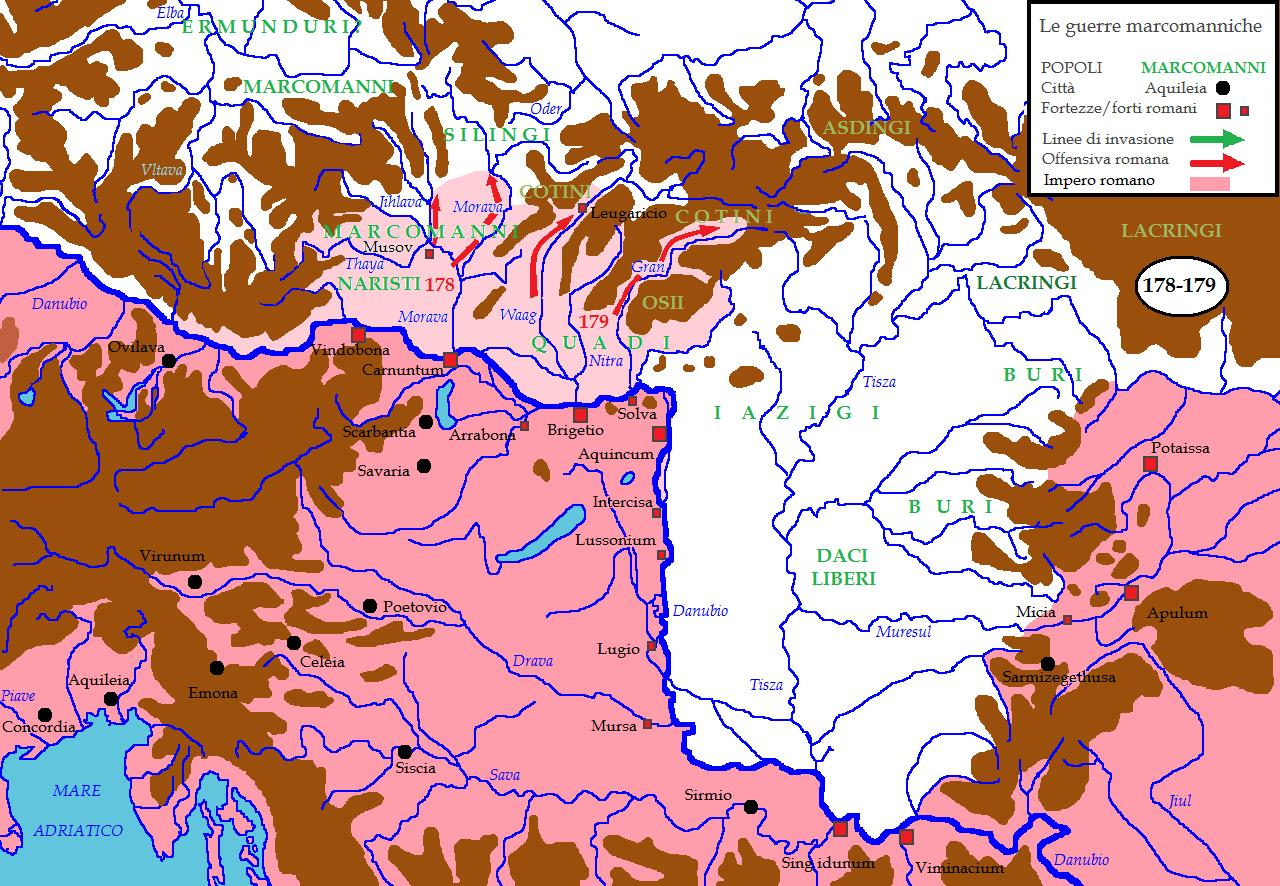
Il culmine delle guerre marcomanniche negli anni 178-179.

Nel 166/167, avvenne il primo scontro lungo le frontiere della Pannonia, ad opera di poche bande di predoni Longobardi e Osii, che, grazie al pronto intervento delle truppe di confine, furono prontamente respinte. La pace stipulata con le limitrofe popolazioni germaniche a Nord del Danubio fu gestita direttamente dagli stessi imperatori, Marco Aurelio e Lucio Vero (ambedue figli adottivi di Antonino Pio) ormai diffidenti nei confronti dei barbari aggressori e recatisi per questi motivi fino nella lontana Carnuntum (nel 168).
La morte prematura del fratello Lucio (nel 169, poco distante da Aquileia) ed il venir meno ai patti da parte dei barbari portò una massa mai vista prima di allora a riversarsi in modo devastante nell'Italia Settentrionale fin sotto le mura di Aquileia, il cuore della Venetia. Enorme fu l'impressione provocata: era dai tempi di Mario che una popolazione barbara non assediava dei centri del Nord Italia.
Si racconta che Marco Aurelio combatté una lunga ed estenuante guerra contro le popolazioni barbariche, prima respingendole e "ripulendo" i territori della Gallia Cisalpina, Norico e Rezia (170-171), poi contrattaccando con una massiccia offensiva in territorio germanico, che richiese diversi anni di scontri, fino al 175. Questi avvenimenti costrinsero lo stesso imperatore a risiedere per numerosi anni lungo il fronte pannonico, senza mai far ritorno a Roma. La tregua apparentemente sottoscritta con queste popolazioni, in particolare Marcomanni, Quadi e Iazigi, durò però solo un paio d'anni. Alla fine del 178 l'imperatore Marco Aurelio era costretto a fare ritorno nel castrum di Brigetio da dove, nella successiva primavera del 179, fu condotta l'ultima campagna. La morte dell'imperatore nel 180 pose presto fine ai piani espansionistici romani e determinò l'abbandono dei territori occupati della Marcomannia.

### Seconda fase: invasioni del III secolo (212-305)

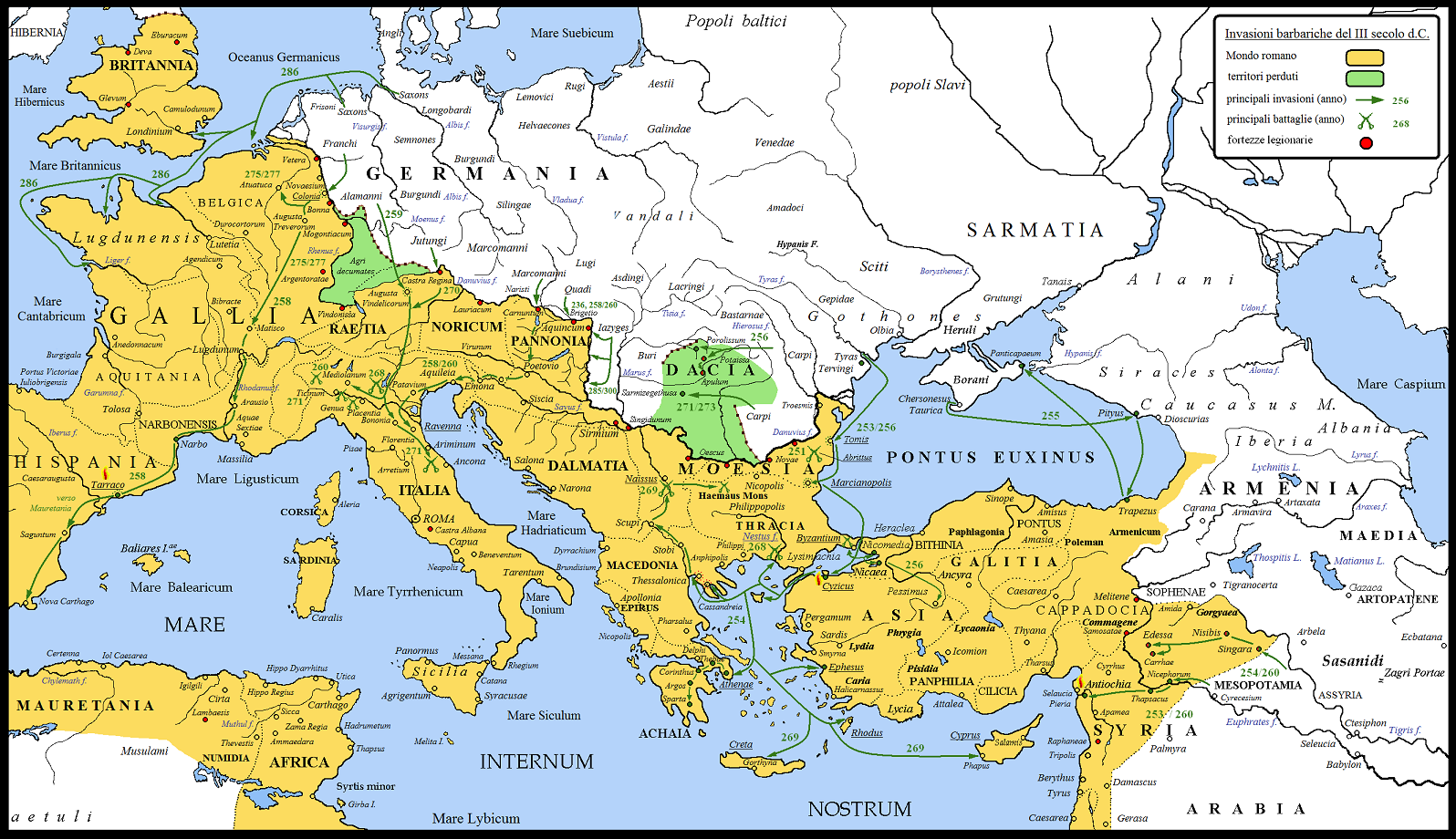
Le principali vie di invasione seguite dalle popolazioni barbariche e rappresentate sulla cartina qui sopra.

La crescente minaccia per l'Impero romano da parte di Germani e Sarmati era dovuta principalmente a un cambiamento nella struttura tribale della loro società rispetto ai precedenti secoli: la popolazione, sottoposta all'urto di altri popoli barbarici provenienti dalla Scandinavia e dalle pianure dell'Europa orientale, necessitava di una struttura organizzativa più forte, pena l'estinzione delle tribù più deboli. Da qui la necessità di aggregarsi in federazioni etniche di grandi dimensioni, come quelle di Alemanni, Franchi e Goti, per difendersi da altre bellicose popolazioni barbariche o per meglio aggredire il vicino Impero romano, la cui ricchezza faceva gola. 
Per altri studiosi, invece, oltre alla pressione delle popolazioni esterne, fu anche il contatto ed il confronto con la civiltà imperiale romana (le sue ricchezze, la sua lingua, le sue armi, la sua organizzazione) a suggerire ai popoli germanici di ristrutturarsi ed organizzarsi in sistemi sociali più robusti e permanenti, in grado di minacciare seriamente l'Impero.
Roma, dal canto suo, ormai dal I secolo d.C. provava ad impedire la penetrazione dei barbari trincerandosi dietro una linea continua di fortificazioni estesa tra il Reno e il Danubio e costruita proprio per contenere la pressione dei popoli germanici..
Nel III secolo, quindi, Roma dovette affrontare numerose scorrerie all'interno dei confini dell'Impero. Tali invasioni erano condotte principalmente per fini di saccheggio e di bottino più che di occupazione vera e propria del territorio. A muoversi, infatti, erano orde di guerrieri, più o meno numerose, che in genere si lasciavano alle spalle, nei territori dove si erano stabiliti immediatamente al di là del Limes, le famiglie e gli accampamenti delle tribù; dopo una o due stagioni di razzie, facevano rientro alle basi, non curandosi di creare colonie stabili nel territorio romano. Non si trattava, quindi, ancora di spostamenti di massa di intere popolazioni come quelli che si sarebbero verificati nei secoli successivi, quando l'irruzione degli Unni nello scacchiere europeo avrebbe indotto molte tribù germaniche a cercare nuove sedi d'insediamento all'interno dell'Impero romano.
Lo sfondamento del limes renano-danubiano fu favorito anche dalla grave crisi interna che travagliava l'Impero romano. Roma, infatti, attraversava un periodo di grande instabilità interna, causata dal continuo alternarsi di imperatori ed usurpatori (la cosiddetta anarchia militare). Le guerre interne non solo consumavano inutilmente importanti risorse negli scontri tra i vari contendenti, ma - cosa ben più grave - finivano proprio per sguarnire le frontiere, facilitando lo sfondamento da parte delle popolazioni barbariche che si trovavano lungo il limes.
Le invasioni del III secolo, secondo tradizione, ebbero inizio con la prima incursione condotta della confederazione germanica degli Alemanni nel 212 sotto l'imperatore Caracalla e terminarono nel 305 al tempo dell'abdicazione di Diocleziano a vantaggio del nuovo sistema tetrarchico.
Fu grazie anche alla successiva divisione, interna e provvisoria, dello Stato romano in tre parti (ad occidente l'impero delle Gallie, al centro Italia, Illirico e province africane, ad oriente il Regno di Palmira) che l'Impero riuscì a salvarsi da un definitivo tracollo e smembramento. Ma fu solo dopo la morte di Gallieno (268), che un gruppo di imperatori-soldati di origine illirica (Claudio il Gotico, Aureliano e Marco Aurelio Probo) riuscì infine a riunificare l'Impero in un unico blocco, anche se le guerre civili che si erano susseguite per circa un cinquantennio e le invasioni barbariche avevano costretto i Romani a rinunciare sia alla regione degli Agri decumates (lasciata agli Alemanni nel 260 circa), sia alla provincia della Dacia (256-271), sottoposta alle incursioni dei Carpi, dei Goti Tervingi e dei Sarmati Iazigi.

### Terza fase: invasioni del IV secolo (305-399)

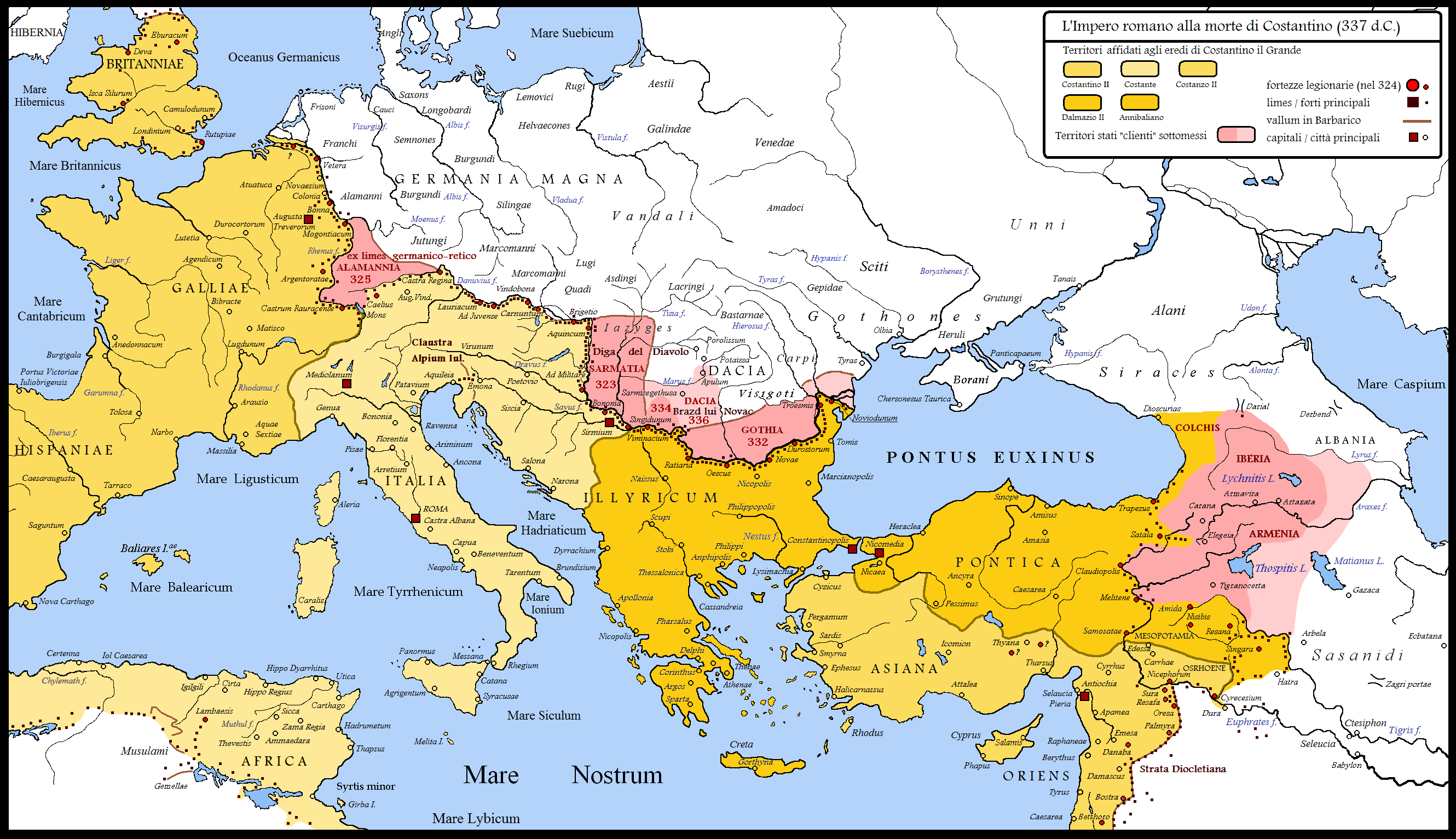
Le frontiere romane settentrionali ed orientali al tempo di Costantino, con i territori acquisiti nel corso del trentennio di campagne militari (dal 306 al 337).

Lo sforzo intrapreso dagli augusti che si erano susseguiti già nel corso del III secolo e poi nel IV secolo, tanto a causa della mancanza di un progetto a lungo termine, quanto per la crisi economica che aveva investito il sistema tributario romano, non riuscì a salvare l'integrità dell'Impero. Era ormai chiaro che qualsiasi sforzo per il mantenimento dello status quo non avrebbe prodotto i risultati sperati. Diocleziano e la sua tetrarchia, Costantino I e la sua dinastia, poterono solo rallentare questo processo. 
Dopo la terribile disfatta di Adrianopoli del 378, costata la vita allo stesso imperatore Valente, gli imperatori romani furono infatti costretti a sopportare la presenza dei barbari sia all'interno sia all'esterno dei confini imperiali, una delle principali cause della disgregazione ed allontanamento tra la parte occidentale ed orientale dell'impero. Teodosio, infatti, chiamato alla guida dell'impero d'Oriente da Graziano dopo la morte di Valente, ed i suoi successori adottarono una nuova strategia di contenimento nei confronti dei barbari. Dopo quell'evento infatti gli imperatori, incapaci di fermare le invasioni militarmente, cominciarono ad adottare una politica basata sui sistemi della hospitalitas e della foederatio.

### Quarta fase: invasioni del V secolo (400-476)

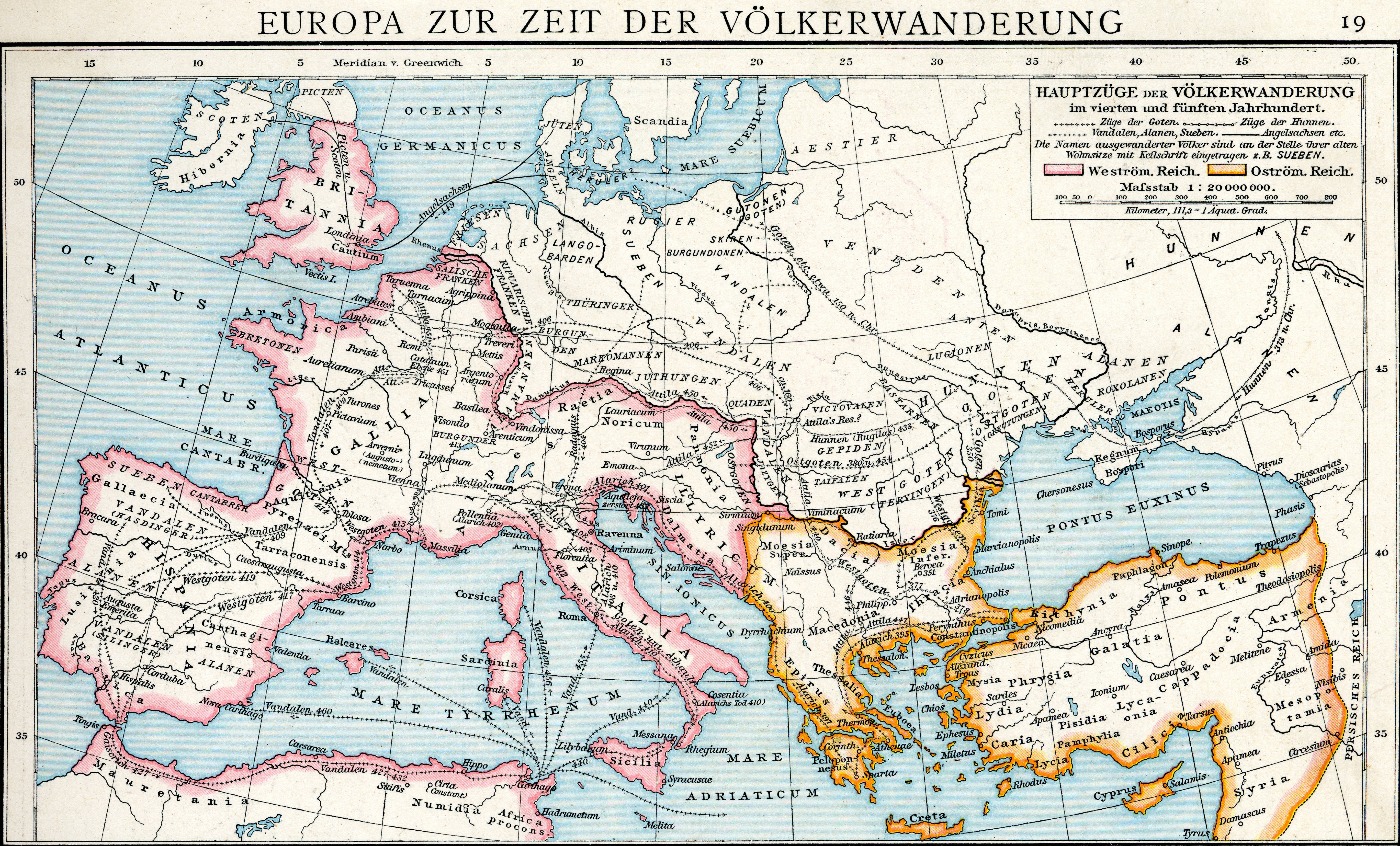
Invasioni barbariche del V secolo.

L'estrema agonia di Roma iniziò quando, intorno al 395, i Visigoti si ribellarono. La morte di Teodosio I e la divisione definitiva dell'impero romano d'Occidente e d'Oriente tra i due suoi figli Onorio  e Arcadio, portò il generale visigoto Alarico a rompere l'alleanza con l'impero ed a penetrare attraverso la Tracia fino ad accamparsi sotto le mura di Costantinopoli. Contemporaneamente gli Unni invasero la Tracia e l'Asia Minore mentre i Marcomanni la Pannonia. Fu solo grazie all'intervento del generale Stilicone,  seppur trattenuto dall'autorità di Arcadio, che un possibile assedio della capitale d'Oriente venne fermato sul nascere.
Ed ancora nel 402 sempre i Visigoti tentarono un nuovo colpo di mano assediando Mediolanum, l'altra capitale imperiale (questa volta della parte occidentale) dove si era rifugiato Onorio. Fu solo grazie ad un nuovo intervento di Stilicone che fu salvata e Alarico fu costretto a togliere l'assedio.
Pochi anni più tardi, nel 410, i tentativi di Alarico ottennero un importante successo. Grazie soprattutto alla morte di Stilicone, unico baluardo della romanità, egli riuscì a penetrare in Italia ed mettere a sacco la stessa Roma. A quella data, già da alcuni anni, la capitale imperiale si era trasferita a Ravenna, ma qualche storico candida il 410 quale possibile data della vera caduta dell'impero romano. Privato di Roma e di molte delle sue precedenti province, con un'impronta germanica sempre più marcata, l'impero romano degli anni successivi al 410 aveva davvero poco in comune con quello dei secoli passati. Nel 410, la Britannia era ormai andata perduta definitivamente, come pure grossa parte dell'Europa occidentale fu messa alle strette "da ogni genere di calamità e disastri", finendo in mano a regni romano-barbarici formatisi all'interno dei suoi originari confini e comandati da Vandali, Svevi, Visigoti e Burgundi.
Vi fu solo un timido tentativo di ripristinare l'antico splendore di Roma da parte del magister militum Ezio, che riuscì a fronteggiare provvisoriamente i barbari fino al 451, quando batté gli Unni di Attila grazie ad una coalizione di genti germaniche federate nella battaglia dei Campi Catalaunici. La morte di Ezio nel 454 portò alla successiva fine nell'arco di venticinque anni e a un nuovo sacco di Roma nel 455.
Il 476 sancì infatti la fine formale dell'Impero romano d'Occidente. In quell'anno, Flavio Oreste rifiutò di pagare i mercenari germanici al suo servizio. I mercenari insoddisfatti, inclusi gli Eruli, si rivoltarono. La rivolta era capeggiata dal barbaro Odoacre. Odoacre e i suoi uomini catturarono e uccisero Oreste. Poche settimane dopo, Ravenna, la capitale dell'Impero, cadde e l'ultimo imperatore Romolo Augusto venne deposto. Questo evento viene tradizionalmente considerato la caduta dell'Impero romano, almeno in Occidente. Tutta l'Italia era in mano a Odoacre, il quale mandò le insegne Imperiali all'imperatore d'Oriente Zenone.

## Conseguenze

Le conquiste sotto il regno di Giustiniano I (527-565), nell'ultimo tentativo di riunire Occidente ed Oriente.

Odoacre passò così alla storia come colui che mise fine all'Impero romano d'Occidente, rompendo pertanto la consuetudine degli imperatori fantoccio asserragliati a Ravenna, che la storiografia moderna ha scelto come confine tra Evo antico e Medioevo. A Odoacre toccò la parte dell'Impero che comprendeva l'Italia e le zone confinanti, mentre su altre porzioni regnarono Visigoti, gli Ostrogoti, i Franchi gli Alani, ecc. L'impero romano d'Occidente era caduto, e le sue vestigia italiche avevano ormai ben poco della loro originaria natura romana.
Il periodo successivo alla deposizione dell'ultimo imperatore romano Romolo Augusto e alla fine dell'Impero romano d'Occidente del 476 vide lo stabilizzarsi di nuovi regni romano-barbarici, che si erano andati formando nelle ex province romane a partire dal V secolo e che, inizialmente, facevano parte ed erano stati formalmente dipendenti dall'impero. Contemporaneamente l'impero bizantino e gli Ostrogoti continuarono per molti anni a contendersi Roma e le aree circostanti, sebbene l'importanza della città fosse divenuta ormai trascurabile. Dopo anni di guerre laceranti, negli anni intorno al 540 la città fu praticamente abbandonata e avviata alla desolazione, con molti dei suoi dintorni trasformati in paludi insalubri, una fine ingloriosa per la caput mundi che aveva dominato su molta parte del mondo conosciuto. Si giunse così ad un'epoca in cui rimase in piedi il solo Impero romano d'Oriente.